# 耶律撒合
耶律撒合（やりつ さつごう、生没年不詳）は、遼（契丹）の軍人。字は率懶。契丹乙室部の出身。

## 経歴
南府宰相の耶律欧礼斯の子として生まれた。天禄年間に初めて出仕した。応暦年間に乙室大王の位を受け、知兵馬事を兼ねた。
乾亨元年（979年）、北宋による侵攻を受けると、撒合は乙室部の兵を率いて南京析津府を守備し、北院大王の耶律奚底や統軍の蕭討古らとともに沙河で宋軍を迎撃した。耶律奚底らは敗走したが、撒合はひとり自軍を保全して帰還したため、景宗の賞賛を受けた。太保の職を代行した。統和年間に死去した。

## 伝記資料
- 『遼史』巻85 列伝第15